# Шило Микола Костянтинович
Мико́ла Костянти́нович Ши́ло  (* 6 вересня 1913, Київ — † 22 квітня 1982, Київ) — український архітектор.

## Біографія
1939 року закінчив Київський інженерно-будівельний інститут.
З 1953 очолював проектний інститут «Київпроект».
Проектував споруди в Києві: будинок Міністерства сільського господарства УРСР (1955–1956), житлові будинки.
Співавтор проектів забудови центру Києва (1970).

## Нагороди
Заслужений архітектор УРСР (1974).